# Sidi Lahcene
Sidi Lahcene là một đô thị thuộc tỉnh Sidi Bel Abbès, Algérie. Dân số thời điểm năm 2002 là 15.016 người.